# Pellionia novae-britanniae
Pellionia novae-britanniae är en nässelväxtart som först beskrevs av Laut., och fick sitt nu gällande namn av R.J. Johns. Pellionia novae-britanniae ingår i släktet Pellionia och familjen nässelväxter. Inga underarter finns listade i Catalogue of Life.